# ミズーリ空軍州兵
ミズーリ空軍州兵(英語: Missouri Air National Guard)はミズーリ州における空軍州兵である。州内に3つの部隊が設置されている。

## 部隊
- 第131爆撃航空団（英語版）(131st Bomb Wing)  ノブ・ノスター市（英語版）ホワイトマン空軍基地常駐、現在の配備機種はB-2「スピリット」ステルス戦略爆撃機
- 第139空輸航空団（英語版）(139th Airlift Wing)：セント・ジョセフ市ローズクランス空軍州兵基地（英語版）に常駐、C-130H2輸送機を使用
- 第157航空作戦群（英語版）(157th Air Operations Group)：ジェファーソン・バラック駐屯地（英語版）に常駐する管制部隊
- 第231土木技師中隊（231st Civil Engineer Squadron）